# Çerkezköy
Çerkezköy és una ciutat i districte de Província de Tekirdağ a la Regió de la Màrmara de Turquia.

## Informació bàsica
El districte està situat a l'interior de Tràcia just a l'oest dels districtes de Çatalca i Silivri (a Istanbul). Çerkezköy és una àrea industrial. Es troba a 56 km de Tekirdağ i a 110 km d'Istanbul però de tota manera té estrets lligams amb la ciutat més gran. El districte ocupa una superfíe de 326 km². La seva població total és de 177.442 habitants, dels quals 79.697 corresponen exclusivament al districte central (2011).

## Història
Fins als anys 1800, el lloc era un poble anomenat 'Türbedere'. 'Türbe' és un mot turc que significa 'tomba', i el poble va prendre el seu nom per la tomba del fill gran del soldà Baiazet I, Suleiman Çelebi, que va ser assassinat aquí el 1410 en fugir dels seus germans durant l'Interregne otomà. La tomba era destruïda per tropes búlgares quan ocuparen la ciutat durant nou mesos en la guerra per la independència búlgara el 1912.
Çerkezköy va ser fundat com a assentament per a refugiats del Caucas després de la Guerra russoturca de 1877-1878 Ben aviat, després de la independència de Bulgària, i provinents de l'Imperi Otomà, altres onades de refugiats de Bulgària vingueren a reemplaçar els caucasians i Çerkezköy fou designat com a municipi (belediye en turc) el 1911. Va esdevenir municipi del districte de Saray el 1922 i districte el 1938.
El terreny és pla i està regat pel Riu Çorlu. Fins als anys 1970, Çerkezköy era una petita i agradable ciutat enmig d'un paisatge rural. Però es troba també a l'autopista principal que connecta Istanbul amb Europa i el 1971 es va designar una àrea per al desenvolupament industrial. L'estat turc va fer arribar subvencions per als inversors i es va construir una extensa zona industrial de 4 km² en uns terrenys prop de la ciutat.

## Çerkezköy avui
En l'actualitat, el desenvolupament industrial s'ha estès més enllà de l'àrea industrial originalment designada com a tal i es produeixen tota classe de béns en les centenars de fàbriques que hi ha Çerkezköy, incloent-hi teixits, plàstic, articles de cautxú, pintures i productes químics. Entre els fabricans més importants de la zona s'hi troben Arçelik (petit i gran electrodomèstic), i la fàbrica tèxtil de llana Yünsa del Hòlding Sabancı.
Ara només un 15% de la gent treballa en l'agricultura i Çerkezköy té una important població de classe obrera industrial, que viu en habitatges estesos al voltant de la perifèria de la ciutat. La identitat caucasiana que donà el seu nom a la ciutat ja no existeix, atès que la ciutat ha estat inundada per una afluència de gent provinent de tot arreu de Turquia.
El centre de la ciutat és un típic conjunt turc de fileres amb blocs grisos de baixa alçada que hostatgen edificis públics, petits supermercats, bancs, i restaurants de kebab, amb una plaça al mig on es torba una estàtua de Mustafa Kemal Atatürk i a prop una gran mesquita central.
La base militar de Çerkezköy és el centre més gran de Turquia per a la formació bàsica en el servei militar. La ciutat disposa també d'un bon nombre d'escoles, hospitals i altres infraestructures.

## Transport
La D567 (Carretera d'İstanbul-Tekirdağ) passa al llarg dels límits orientals de la ciutat mentre la carretera d'İstanbul-Çerkezköy passa a través del centre de la ciutat. L'Autopista Europea es troba només a 12.3 km de la ciutat.
Els Ferrocarrils Estatals Turcs operen trens a través de l'Estació de ferrocarril de Çerkezköy. Hi ha un tren regional diari que opera a i des d'İstanbul així com trens fins a Edirne i Uzunköprü.
L'Aeroport de Çorlu està situat a 17 km al sud de la ciutat.